# جرذ آتشيه
جرذ آتشيه (الاسم العلمي: Rattus blangorum) (بالإنجليزية: Aceh Rat)‏ هو نوع من الحيوانات يتبع جنس الجرذ من الفصيلة الفأرية.